# Trois Frères
Trois Frères – jaskinia krasowa znajdująca się we francuskim departamencie Ariège, zawierająca paleolityczne rysunki i ryty naskalne.
Jaskinia jest częścią większego kompleksu powstałego poprzez wypłukanie skał przez wody rzeki Volp, połączona jest bezpośrednio z jaskiniami Tuc d’Audoubert i Enlène. Odkryta została w 1914 roku przez trzech synów hrabiego Henriego Bégouën, od których otrzymała swoją nazwę (we fr. dosł. „jaskinia trzech braci”).
W jaskini znajduje się olbrzymia liczba rytów i malowideł naskalnych z okresu kultury magdaleńskiej, zaliczanych do stylu II, III i IV. Większość z nich datowana jest na około 14 tysięcy lat temu. Dominuje przedstawienie triady zwierzęcej żubr-koń-renifer, choć przedstawiano także tury, jelenie, mamuty, koziorożce, niedźwiedzie, lwy i ptaki. W niektórych salach znajdują się odciski punktowe i negatywy ludzkich rąk. W najgłębszej części jaskini, tzw. sanktuarium, znajduje się słynny wizerunek „czarownika”, człowieka odzianego w skórę jelenia. Postać tę interpretuje się jako świadectwo wyobrażeń religijnych łowców paleolitycznych.